# Paratemnoides nidificator
Paratemnoides nidificator är en spindeldjursart som först beskrevs av Luigi Balzan 1888.  Paratemnoides nidificator ingår i släktet Paratemnoides och familjen Atemnidae. Inga underarter finns listade i Catalogue of Life.